# Leopold II Koburg
Leopold II, właśc. Leopold Ludwik Filip Maria Wiktor (fr. Léopold Louis Philippe Marie Victor, niderl. Leopold Lodewijk Filips Maria Victor; ur. 9 kwietnia 1835 w Brukseli, zm. 17 grudnia 1909 w Laeken) – król Belgów w latach 1865–1909, z dynastii Koburgów; przedstawiciel nowego imperializmu, właściciel Konga. Jeden z największych zbrodniarzy w dziejach świata, odpowiedzialny za śmierć ok. 10 milionów ludzi.

## Życiorys
Syn króla Leopolda I i jego drugiej lub trzeciej żony – Ludwiki Marii Orleańskiej (córki Ludwika Filipa I – króla Francji i Marii Amelii Burbon).
Leopold II ożenił się w 1853 z arcyksiężniczką Marią Henriettą, z węgierskiej linii Habsburgów, wnuczką cesarza Leopolda II. Z tego związku pochodziła czwórka dzieci:
- Luiza Maria Amelia (ur. 1858, zm. 1924), żona Filipa, księcia Saksonii-Koburg-Gotha;
- Leopold Ferdynand, książę Brabantu (ur. 1859, zm. 1869);
- Stefania Klotylda (ur. 1864, zm. 1945), żona arcyksięcia Rudolfa, następcy tronu austriackiego, a po jego samobójczej śmierci w 1889 żona węgierskiego hrabiego Eleméra Lónyay;
- Klementyna (ur. 1872, zm. 1955), żona księcia Napoleona-Wiktora Bonaparte, wnuka Hieronima Bonaparte, najmłodszego brata cesarza Napoleona I.

Leopold II był także ojcem dwóch synów, Lucjana (1906–1984) i Filipa (1907–1914), z pozamałżeńskiego związku z prostytutką, Blanche Delacroix, z którą wziął ślub 12 grudnia 1909, pięć dni przed swoją śmiercią.
Po śmierci Leopolda II królem Belgów został jego bratanek, Albert I.

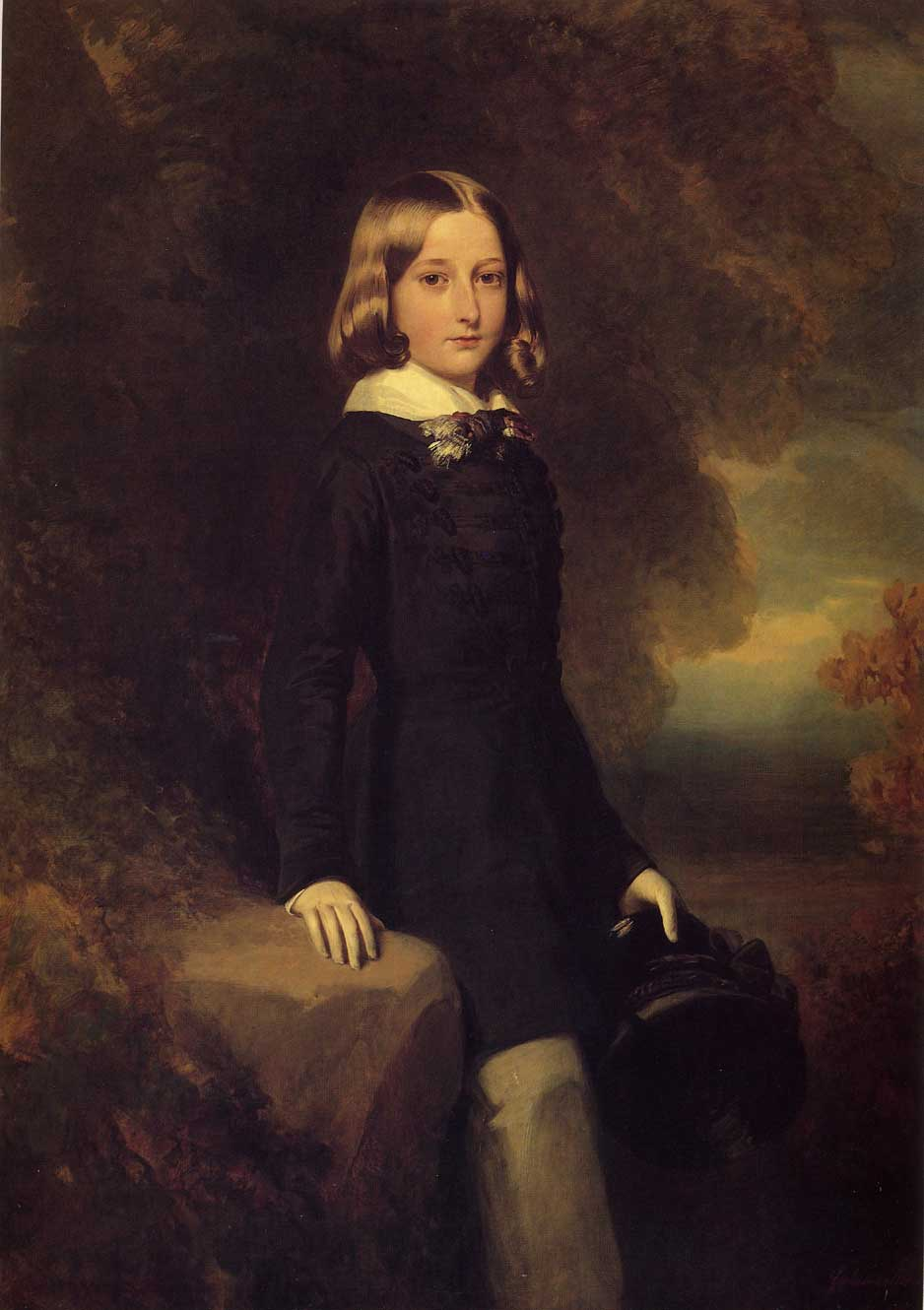
Leopold, 1844
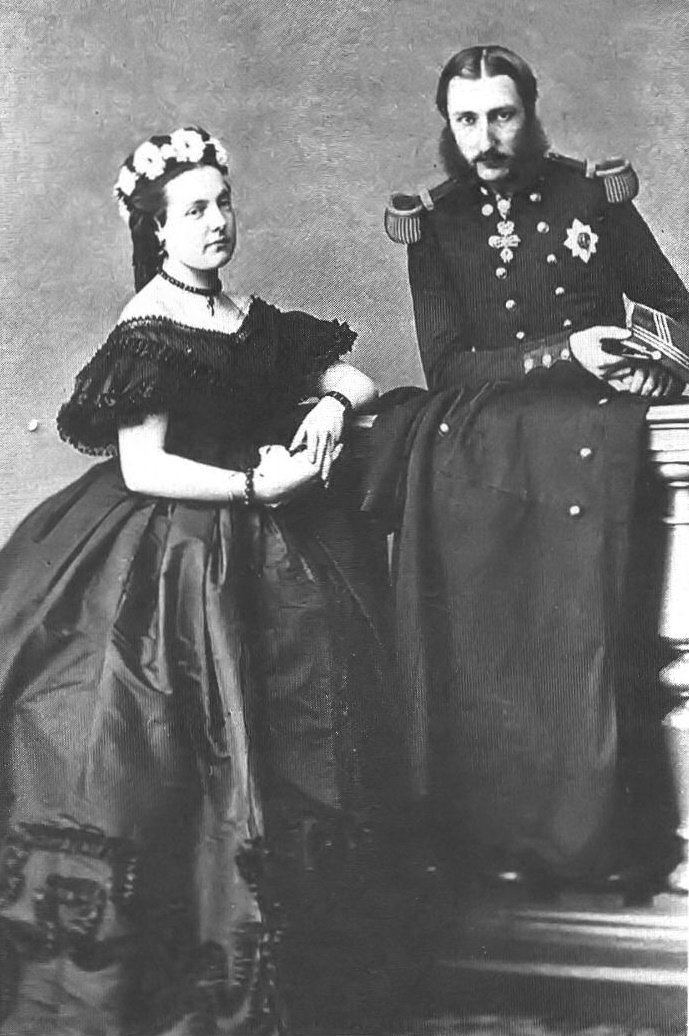
Leopold z małżonką, Marią Henriettą
Pomnik konny Leopolda II w Brukseli.

## Wolne Państwo Kongo
Tron belgijski objął po swoim ojcu Leopoldzie I. W 1885 został władcą Wolnego Państwa Konga, kolonii w środkowej Afryce (obecnie Demokratyczna Republika Konga). Przez wiele lat była to jego prywatna własność, w której panowało niewolnictwo. Prowadzona była rabunkowa gospodarka, pozyskiwany był kauczuk i kość słoniowa. Przyczyniła się ona do śmierci od kilku do kilkunastu milionów ludzi. W 1908 po ujawnieniu przez dziennikarza i polityka Edmunda Dene Morela skali eksploatacji Konga, wybuchła afera, która doprowadziła do tego, że kontrolę nad terytorium, odtąd znanym jako Kongo Belgijskie, odkupiło od króla państwo belgijskie.

## Plany wojny z Holandią
W oparciu o kwerendę w belgijskich Archiwach Królewskich flamandzki historyk Kris Clerckx stwierdził, że Leopold II w 1854, jeszcze przed wstąpieniem na tron, planował błyskawiczną wojnę z Holandią celem zjednoczenia Niderlandów pod swoją władzą, a przede wszystkim przejęcia holenderskich kolonii. Przygotowania weszły w zaawansowaną fazę, ale do wojny nie doszło, zapewne ze względu na brak zgody ze strony Francji.

## Upamiętnienia
Ze względu na zbrodnie popełnione w  Wolnym Państwie Kongo pomniki króla stojące w Belgii często padały ofiarami wandalizmu. W 2020 roku, po protestach i dewastacji wielu pomników, władze niektórych belgijskich miast zdecydowały się usunąć pomniki Leopolda.

## Genealogia
| Prapradziadkowie                           | Franciszek Jozjasz (1697–1764) ∞1723 Anna Zofia Schwarzburg-Rudolstadt (1700–1780)       | Ferdynand Albrecht II z Brunszwiku-Lüneburga (1680–1735) ∞1712 Antonina Amalia z Brunszwiku-Wolfenbüttel (1696–1762) | Henryk XXIX Reuss-Ebersdorf (1699–1747) ∞1721 Zofia Teodora Castell-Remlingen (1703–1777) | Jerzy August Erbach-Schönberg (1691–1758) ∞1719 Henrietta Stolberg-Gedern (1699–1750)    | Ludwik Filip Burbon-Orleański (1725–1785) ∞1743 Ludwika Henrietta Burbon-Conti (1726–1759)      | Ludwik de Penthièvre (1725–1793) ∞1744 Maria Teresa d’Este (1726–1754)                          | Król Hiszpanii Karol III Hiszpański (1716–1788) ∞1738 Maria Amalia Wettyn (1724–1760)           | Cesarz Franciszek I Lotaryński (1708–1765) ∞1736 Maria Teresa Habsburg (1717–1780)              |
| Pradziadkowie                              | Ernest Fryderyk (1724–1800) ∞ Zofia z Brunszwiku-Wolfenbüttel (1724–1802)                | Ernest Fryderyk (1724–1800) ∞ Zofia z Brunszwiku-Wolfenbüttel (1724–1802)                                            | Henryk XXIV Reuss-Ebersdorf (1724–1779) ∞1754 Karolina Erbach-Schönberg (1727–1796)       | Henryk XXIV Reuss-Ebersdorf (1724–1779) ∞1754 Karolina Erbach-Schönberg (1727–1796)      | Ludwik Filip Józef Burbon-Orleański (1747–1793) ∞1769 Ludwika Maria de Penthièvre (1753–1821)   | Ludwik Filip Józef Burbon-Orleański (1747–1793) ∞1769 Ludwika Maria de Penthièvre (1753–1821)   | Król Obojga Sycylii Ferdynand I Burbon (1751–1825) ∞1768 Maria Karolina Habsburg (1752–1814)    | Król Obojga Sycylii Ferdynand I Burbon (1751–1825) ∞1768 Maria Karolina Habsburg (1752–1814)    |
| Dziadkowie                                 | Franciszek Sachsen-Coburg-Saalfeld (1750–1806) ∞1777 Augusta Reuss-Ebersdorf (1757–1831) | Franciszek Sachsen-Coburg-Saalfeld (1750–1806) ∞1777 Augusta Reuss-Ebersdorf (1757–1831)                             | Franciszek Sachsen-Coburg-Saalfeld (1750–1806) ∞1777 Augusta Reuss-Ebersdorf (1757–1831)  | Franciszek Sachsen-Coburg-Saalfeld (1750–1806) ∞1777 Augusta Reuss-Ebersdorf (1757–1831) | Król Francuzów Ludwik Filip Burbon (1773–1850) ∞1809 Maria Amelia Burbon-Sycylijska (1782–1866) | Król Francuzów Ludwik Filip Burbon (1773–1850) ∞1809 Maria Amelia Burbon-Sycylijska (1782–1866) | Król Francuzów Ludwik Filip Burbon (1773–1850) ∞1809 Maria Amelia Burbon-Sycylijska (1782–1866) | Król Francuzów Ludwik Filip Burbon (1773–1850) ∞1809 Maria Amelia Burbon-Sycylijska (1782–1866) |
| Rodzice                                    | Król Belgów Leopold I Koburg (1790–1865) ∞1832 Ludwika Maria Orleańska (1812–1850)       | Król Belgów Leopold I Koburg (1790–1865) ∞1832 Ludwika Maria Orleańska (1812–1850)                                   | Król Belgów Leopold I Koburg (1790–1865) ∞1832 Ludwika Maria Orleańska (1812–1850)        | Król Belgów Leopold I Koburg (1790–1865) ∞1832 Ludwika Maria Orleańska (1812–1850)       | Król Belgów Leopold I Koburg (1790–1865) ∞1832 Ludwika Maria Orleańska (1812–1850)              | Król Belgów Leopold I Koburg (1790–1865) ∞1832 Ludwika Maria Orleańska (1812–1850)              | Król Belgów Leopold I Koburg (1790–1865) ∞1832 Ludwika Maria Orleańska (1812–1850)              | Król Belgów Leopold I Koburg (1790–1865) ∞1832 Ludwika Maria Orleańska (1812–1850)              |
| Leopold II Koburg (1835–1909), król Belgów |                                                                                          | |                                                                                           |                                                                                          |                                                                                                 |                                                                                                 |                                                                                                 |                                                                                                 |